# Hauksbók
Le Hauksbók (Livre de Haukr en vieux norrois) est un manuscrit médiéval islandais.
Il doit son nom à Haukr Erlendsson qui fut le premier gouverneur de l'Islande après le passage de celle-ci sous la couronne norvégienne.
Il est une des cinq versions du Landnámabók ou Livre de la colonisation qui nous est parvenue.